# 2001-es konföderációs kupa
A 2001-es konföderációs kupa az ötödik kiírása volt a konföderációs kupának. Az esemény házigazdája Dél-Korea és Japán volt (a 2002-es labdarúgó-világbajnokság rendezői), a tornát 2001. május 30. és június 10. között rendezték meg. A győztes Franciaország lett, amely a társházigazda Japánt győzte le 1–0-ra Patrick Vieira góljával.
Győzelmével Franciaország lett a második olyan csapat, amely egyidejűleg volt a világbajnokság, a kontinensbajnokság és a konföderációs kupa címvédője, mindez korábban Brazíliának sikerült 1997-ben.

## Résztvevők
- Ausztrália – 2000-es OFC-nemzetek kupája-győztes
- Brazília – 1999-es Copa América-győztes
- Dél-Korea – házigazda
- Franciaország – 2000-es Európa-bajnokság- és 1998-as világbajnokság-győztese
- Japán – házigazda (és 2000-es Ázsia-kupa-győztes)
- Kamerun – 2000-es afrikai nemzetek kupája-győztes
- Kanada – 2000-es CONCACAF-aranykupa-győztes
- Mexikó – 1999-es konföderációs kupa-győztes

A nyolc csapatot két négyes csoportba sorolták, melyben mindenki minden csapattal egyszer megmérkőzött, végül a csoportok első két helyezettje bejutott az elődöntőbe.

## Helyszínek
| Dél-Korea | Dél-Korea                    | Dél-Korea        |
| Város     | Helyszín                     | Befogadóképesség |
| --------- | ---------------------------- | ---------------- |
| Ulszan    | Munsu Cup Stadion            | 44 466           |
| Szuvon    | Szuvoni világbajnoki Stadion | 43 288           |
| Tegu      | Tegui világbajnoki Stadion   | 66 422           |

| Japán    | Japán                        | Japán            |
| Város    | Helyszín                     | Befogadóképesség |
| -------- | ---------------------------- | ---------------- |
| Jokohama | Jokohamai Nemzetközi Stadion | 72 327           |
| Ibaraki  | Kashima Stadion              | 40 728           |
| Nígata   | Nígata Stadion               | 42 300           |

## Játékvezetők
| Afrika - Gamál al-Gandúr - Felix Tangawarima Ázsia - Ali Búdzsszajm - Lu Csün Dél-Amerika - Byron Moreno - Óscar Ruiz | Észak-, Közép-Amerika és a Karibi-térség - Benito Archundia - Carlos Batres Európa - Hugh Dallas - Hellmut Krug - Kim Milton Nielsen Óceánia - Simon Micallef |

## Eredmények
Minden időpont helyi idő szerinti. (UTC+9)

### Csoportkör

#### A csoport
| Csapat        | M | Gy | D | V | Rg | Kg | Gk | P |
| ------------- | - | -- | - | - | -- | -- | -- | - |
| Franciaország | 3 | 2  | 0 | 1 | 9  | 1  | +8 | 6 |
| Ausztrália    | 3 | 2  | 0 | 1 | 3  | 1  | +2 | 6 |
| Dél-Korea     | 3 | 2  | 0 | 1 | 3  | 6  | –3 | 6 |
| Mexikó        | 3 | 0  | 0 | 3 | 1  | 8  | –7 | 0 |

| 2001. május 30. 17:00 | Franciaország                                               | 5 – 0                 | Dél-Korea | Tegui világbajnoki Stadion, Tegu Nézőszám: 61 500 Játékvezető: al-Gandúr (egyiptomi) |
| 2001. május 30. 17:00 | Marlet 9' Vieira 19' Anelka 34' Djorkaeff 80' Wiltord 90+2' | (3 – 0) (Jegyzőkönyv) |           | Tegui világbajnoki Stadion, Tegu Nézőszám: 61 500 Játékvezető: al-Gandúr (egyiptomi) |

| 2001. május 30. 19:30 | Mexikó | 0 – 2                 | Ausztrália           | Szuvoni világbajnoki Stadion, Szuvon Nézőszám: 6 232 Játékvezető: Tangawarima (zimbabwei) |
| 2001. május 30. 19:30 |        | (0 – 1) (Jegyzőkönyv) | Murphy 20' Skoko 54' | Szuvoni világbajnoki Stadion, Szuvon Nézőszám: 6 232 Játékvezető: Tangawarima (zimbabwei) |

| 2001. június 1. 17:00 | Ausztrália | 1 – 0                 | Franciaország | Tegui világbajnoki Stadion, Tegu Nézőszám: 44 400 Játékvezető: Batres (guatemalai) |
| 2001. június 1. 17:00 | Zane 60'   | (0 – 0) (Jegyzőkönyv) |               | Tegui világbajnoki Stadion, Tegu Nézőszám: 44 400 Játékvezető: Batres (guatemalai) |

| 2001. június 1. 19:30 | Dél-Korea        | 2 – 1                 | Mexikó   | Munsu Cup Stadion, Ulszan Nézőszám: 41 550 Játékvezető: Dallas (skót) |
| 2001. június 1. 19:30 | Hvang 56' Ju 90' | (0 – 0) (Jegyzőkönyv) | Ruíz 81' | Munsu Cup Stadion, Ulszan Nézőszám: 41 550 Játékvezető: Dallas (skót) |

| 2001. június 3. 19:30 | Franciaország                         | 4 – 0                 | Mexikó | Munsu Cup Stadion, Ulszan Nézőszám: 28 864 Játékvezető: Búdzsszajm (Egyesült Arab Emírségek) |
| 2001. június 3. 19:30 | Wiltord 9' Carrière 63' 84' Pirès 72' | (1 – 0) (Jegyzőkönyv) |        | Munsu Cup Stadion, Ulszan Nézőszám: 28 864 Játékvezető: Búdzsszajm (Egyesült Arab Emírségek) |

| 2001. június 3. 19:30 | Dél-Korea | 1 – 0                 | Ausztrália | Szuvoni világbajnoki Stadion, Szuvon Nézőszám: 42 754 Játékvezető: Ruiz (kolumbiai) |
| 2001. június 3. 19:30 | Hvang 24' | (1 – 0) (Jegyzőkönyv) |            | Szuvoni világbajnoki Stadion, Szuvon Nézőszám: 42 754 Játékvezető: Ruiz (kolumbiai) |

#### B csoport
| Csapat   | M | Gy | D | V | Rg | Kg | Gk | P |
| -------- | - | -- | - | - | -- | -- | -- | - |
| Japán    | 3 | 2  | 1 | 0 | 5  | 0  | +5 | 7 |
| Brazília | 3 | 1  | 2 | 0 | 2  | 0  | +2 | 5 |
| Kamerun  | 3 | 1  | 0 | 2 | 2  | 4  | –2 | 3 |
| Kanada   | 3 | 0  | 1 | 2 | 0  | 5  | –5 | 1 |

| 2001. május 31. 17:00 | Brazília                         | 2 – 0                 | Kamerun | Kashima Stadion, Ibaraki Nézőszám: 10 519 Játékvezető: Krug (német) |
| 2001. május 31. 17:00 | Washington 53' Carlos Miguel 57' | (0 – 0) (Jegyzőkönyv) |         | Kashima Stadion, Ibaraki Nézőszám: 10 519 Játékvezető: Krug (német) |

| 2001. május 31. 19:30 | Japán                             | 3 – 0                 | Kanada | Nígata Stadion, Nígata Nézőszám: 39 006 Játékvezető: Micallef (ausztrál) |
| 2001. május 31. 19:30 | Ono 57' Nisizava 60' Morisima 88' | (0 – 0) (Jegyzőkönyv) |        | Nígata Stadion, Nígata Nézőszám: 39 006 Játékvezető: Micallef (ausztrál) |

| 2001. június 2. 17:00 | Kanada        | 0 – 0 | Brazília | Kashima Stadion, Ibaraki Nézőszám: 12 095 Játékvezető: Csün (kínai) |
| 2001. június 2. 17:00 | (Jegyzőkönyv) |       |          | Kashima Stadion, Ibaraki Nézőszám: 12 095 Játékvezető: Csün (kínai) |

| 2001. június 2. 19:30 | Kamerun | 0 – 2                 | Japán          | Nígata Stadion, Nígata Nézőszám: 39 430 Játékvezető: Benito Archundia (mexikói) |
| 2001. június 2. 19:30 |         | (0 – 1) (Jegyzőkönyv) | Szuzuki 8' 65' | Nígata Stadion, Nígata Nézőszám: 39 430 Játékvezető: Benito Archundia (mexikói) |

| 2001. június 4. 19:30 | Brazília      | 0 – 0 | Japán | Kashima Stadion, Ibaraki Nézőszám: 37 740 Játékvezető: Nielsen (dán) |
| 2001. június 4. 19:30 | (Jegyzőkönyv) |       |       | Kashima Stadion, Ibaraki Nézőszám: 37 740 Játékvezető: Nielsen (dán) |

| 2001. június 4. 19:30 | Kamerun                            | 2 – 0                 | Kanada | Nígata Stadion, Nígata Nézőszám: 15 822 Játékvezető: Moreno (ecuadori) |
| 2001. június 4. 19:30 | Tchoutang 48' Mboma 83' (11-esből) | (0 – 0) (Jegyzőkönyv) |        | Nígata Stadion, Nígata Nézőszám: 15 822 Játékvezető: Moreno (ecuadori) |

### Egyenes kieséses szakasz
|  |                      |               |               |                       |   |       |       |       |
|  | Elődöntők            | Elődöntők     | Elődöntők     |                       |   | Döntő | Döntő | Döntő |
|  | Elődöntők            | Elődöntők     | Elődöntők     |                       |   | Döntő | Döntő | Döntő |
|  | június 7. – Jokohama |               |               |                       |   |       |       |       |
|  |                      |               |               |                       |   |       |       |       |
|  | B1                   | Japán         | 1             |                       |   |       |       |       |
|  | B1                   | Japán         | 1             | június 10. – Jokohama |   |       |       |       |
|  | A2                   | Ausztrália    | 0             |                       |   |       |       |       |
|  | A2                   | Ausztrália    | 0             |                       |   | Japán | Japán | 0     |
|  | június 7. – Szuvon   |               |               |                       |   | Japán | Japán | 0     |
|  |                      |               | Franciaország | Franciaország         | 1 |       |       |       |
|  | A1                   | Franciaország | Franciaország | Franciaország         | 1 | 2     |       |       |
|  | A1                   | Franciaország |               |                       |   |       |       |       |
|  | B2                   | Brazília      | 1             |                       |   |       |       |       |
|  | B2                   | Brazília      | 1             | Bronzmérkőzés         |   |       |       |       |
|  |                      |               |               |                       |   |       |       |       |
|  | június 9. – Ulszan   |               |               |                       |   |       |       |       |
|  |                      |               |               |                       |   |       |       |       |
|  | Ausztrália           | Ausztrália    | 1             |                       |   |       |       |       |
|  | Ausztrália           | Ausztrália    | 1             |                       |   |       |       |       |
|  | Brazília             | Brazília      | 0             |                       |   |       |       |       |
|  | Brazília             | Brazília      | 0             |                       |   |       |       |       |

#### Elődöntők
| 2001. június 7. 17:00 | Japán                  | 1 – 0                 | Ausztrália | Jokohamai Nemzetközi Stadion, Jokohama Nézőszám: 48 699 Játékvezető: Archundia (mexikói) |
| 2001. június 7. 17:00 | Nakata 43' Szuzuki 56′ | (1 – 0) (Jegyzőkönyv) |            | Jokohamai Nemzetközi Stadion, Jokohama Nézőszám: 48 699 Játékvezető: Archundia (mexikói) |

| 2001. június 7. 20:00 | Franciaország         | 2 – 1                 | Brazília  | Szuvoni világbajnoki Stadion, Szuvon Nézőszám: 34 527 Játékvezető: al-Gandúr (egyiptomi) |
| 2001. június 7. 20:00 | Pirès 7' Desailly 54' | (1 – 1) (Jegyzőkönyv) | Ramon 30' | Szuvoni világbajnoki Stadion, Szuvon Nézőszám: 34 527 Játékvezető: al-Gandúr (egyiptomi) |

#### 3. helyért
| 2001. június 9. 19:00 | Ausztrália | 1 – 0                 | Brazília | Munsu Cup Stadion, Ulszan Nézőszám: 28 520 Játékvezető: Krug (német) |
| 2001. június 9. 19:00 | Murphy 84' | (0 – 0) (Jegyzőkönyv) |          | Munsu Cup Stadion, Ulszan Nézőszám: 28 520 Játékvezető: Krug (német) |

#### Döntő
| 2001. június 10. 19:00 | Japán | 0 – 1                 | Franciaország | Jokohamai Nemzetközi Stadion, Jokohama Nézőszám: 65 533 Játékvezető: Búdzsszajm (Egyesült arab emírségekbeli) |
| 2001. június 10. 19:00 |       | (0 – 1) (Jegyzőkönyv) | Vieira 30'    | Jokohamai Nemzetközi Stadion, Jokohama Nézőszám: 65 533 Játékvezető: Búdzsszajm (Egyesült arab emírségekbeli) |

| 2001-es konföderációs kupa bajnoka: |
| ----------------------------------- |
| FRANCIAORSZÁG 1. cím                |

## Díjak
| Aranycipő:                 | Aranylabda:  | FIFA Fair Play Trófea: |
| -------------------------- | ------------ | ---------------------- |
| Robert Pirès Eric Carrière | Robert Pirès | Japán                  |

## Gólszerzők
| 2 gólos - Shaun Murphy - Hvang Szonhong - Éric Carrière - Robert Pirès - Patrick Vieira - Sylvain Wiltord - Szuzuki Takajuki 1 gólos - Josip Skoko - Clayton Zane - Carlos Miguel - Ramon - Washington | 1 gólos (folyt.) - Ju Szangcshol - Nicolas Anelka - Marcel Desailly - Youri Djorkaeff - Steve Marlet - Morisima Hiroaki - Nakata Hidetosi - Nisizava Akinori - Ono Sindzsi - Patrick M'Boma - Bernard Tchoutang - Víctor Ruiz |

## Külső hivatkozások
- A 2001-es konföderációs kupa hivatalos honlapja Archiválva 2009. február 19-i dátummal a Wayback Machine-ben (angolul)
- Eredmények az rsssf.com-on (angolul)